# Lonchopria longicornis
Lonchopria longicornis är en biart som beskrevs av Michener 1989. Lonchopria longicornis ingår i släktet Lonchopria och familjen korttungebin. Inga underarter finns listade i Catalogue of Life.